# Гагово
Гагово (болг. Гагово) — село в Болгарии. Находится в Тырговиштской области, входит в общину Попово. Население составляет 721 человек (2022).

## Политическая ситуация
В местном кметстве Гагово, в состав которого входит Гагово, должность кмета (старосты) исполняет Петя Владимирова Петрова (коалиция в составе 2 партий: Гражданский союз за новую Болгарию (ГСНБ), Федерация Активного Гражданского Общества (ФАГО)) по результатам выборов.
Кмет (мэр) общины Попово — Людмил Веселинов (коалиция в составе 2 партий: Федерация Активного Гражданского Общества (ФАГО), Гражданский союз за новую Болгарию (ГСНБ)) по результатам выборов.